# Балабанов, Владимир Анастасович
Владимир Анастасович Балабанов (2 декабря 1932, Авранло, Грузинская ССР — 28.08.2021, Салоники, Греция) — советский и грузинский математик греческого происхождения, доктор физико-математических наук, профессор.

## Биография
Родился 2 декабря 1932 года в греческом селении Авранло в Грузинской ССР. По происхождению грек.
Отец — Балабанов Анастас Исидорович, работал в партийных и советских органах. Мать — Карибова София Стефановна, из семьи педагогов.
В 1950 году окончил Болнисскую среднюю школу (с золотой медалью). В 1954 году окончил физико-математический факультет Тбилисского педагогического института им. А. С. Пушкина (с отличием).
В 1960 году защитил кандидатскую диссертацию на тему: «Некоторые вопросы устойчивости решений нелинейных функциональных уравнений».
В 1990 году защитил докторскую диссертацию на тему: «Некоторые вопросы нелинейного функционального анализа и их применение».
В 1991 году получил ученую степень доктора физико-математических наук и ученое звание профессора.
Много лет читал лекции на физическом факультете Тбилисского государственного университета, в тбилисском филиале Московского кооперативного института, Тбилисском институте усовершенствования учителей, Тбилисском институте экономики и педагогики, Греческом университете им. Аристотеля, Тбилисском университете экономических отношений. Был заведующим кафедрой математики Тбилисского государственного педагогического университета имени С.С. Орбелиани.
Живя и работая в Грузии, Балабанов В.А. являлся членом Квалификационного совета профессоров по присуждению ученых званий, членом правления Союза математиков Грузии. Указом президента Грузии Э. Шеварнадзе награждён «Орденом чести». Также был избран академиком Греческо-грузинской международной гуманитарной академии.
С 2007 года жил с семьей в г. Салоники, Греция.
Был женат. Двое детей.

## Научная деятельность
Основные работы посвящены области нелинейного функционального анализа и его применениям в вариационном исчислении, теории дифференциальных уравнений и теории аппроксимации. Ряд исследований посвящен изучению вопросов устойчивости и ветвлений решений нелинейных операторных уравнений.
Автор более 70 научных работ и монографий.

### Основные научные публикации
- Балабанов В. А. Некоторые вопросы нелинейного функционального анализа и их применения. Тбилиси: Изд. «Мецнпереба», 1982.
- Балабанов В. А. Об условном минимуме функционала в топологических векторных пространствах // Труды Тбилисского математического института. 1969. № 36. С. 5-28.
- Балабанов В. А. О дифференциальных уравнениях в локально выпуклом пространстве // Труды педагогических институтов. Груз. ССР Сер. физики и математики. 1978. № 4. С. 36-45.
- Балабанов В. А. О зависимости решений дифференциального уравнения от возмущений начальных условий и правой части // Труды педагогических институтов. Груз. ССР Сер. физики и математики. 1980. № 8;
- Балабанов В. А. Фильтровые структуры и операции дифференцирования // Труды Тбилисского государственного педагогического университета им. С. С. Орбелиани. 1997. № 1. С. 198—207.
- Балабанов В. А. О топологиях, порожденных системами фильтров // Труды Тбилисского государственного педагогического университета им. С. С. Орбелиани. 1999. 5. С. 225—230.
- Балабанов В. А. Дифференцирование отображений в бесконечномерных векторных пространствах // М.: URSS: КомКнига, 2006.- ISBN 5-484-00384-9[6]

Научные достижения были высоко оценены такими выдающимися учёными XX века как А. В. Скороход, В. А. Треногин и Б. Н. Пшеничный.